# Giuseppe Maria Caranza
Il conte abate Giuseppe Maria Caranza anche Carranza (Levanto, 1675 – Napoli, 28 gennaio 1731) è stato un diplomatico italiano del Ducato di Parma.

## Biografia
Discendente da una nobile famiglia ligure di origini spagnole , era figlio di Achille e Maria Faustina Chichizzola; fu Ministro residente del Duca Francesco Farnese  presso la corte di Napoli dal primo decennio del settecento sino alla morte nel 1731. Personaggio di rilievo nella sfera dei rapporti tra Ducato di Parma e Regno di Napoli, per le nozze tra il Duca Antonio Farnese ed Enrichetta d'Este compose un sonetto poi ricompreso nell'opera di Carlo Innocenzo Frugoni.
Lo zio Nicolò Caranza  fu Vescovo di Borgo San Donnino.

## Fonti
- Storia delle Famiglie illustri italiane. I Carranza di Varese Ligure. Conte F. Galvani . Ulisse Diligenti . Firenze 1884 .
- Archivio di Stato di Parma . Fondo Famiglie. Caranza
- Archivio di Stato di Parma . Fondo Patenti.
- Archivio Segreto Vaticano . Vol. 2808  ff. 660 e 667
- Settecento Calabrese Vol. I , Franz Von Lobstein , 1973 pag. 270 - 271 (scheda della famiglia d'Inzillo)
- Varese Ligure :insigne borgo ed antica pieve, Placido Tomaini, Città di Castello 1978
- Repertorium der diplomatischen Vertreter aller Länder seit dem Westfälischen Frieden(1648).: Bd. 1716-1763, hrsg. von F. Hausmann
- Poesie per le acclamatissime nozze delle Altezze Serenissime Antonio Farnese e Enrichetta d'Este, Carlo Innocenzio Frugoni, Parma 1728